# Phyllonorycter spartocytisi
Phyllonorycter spartocytisi är en fjärilsart som först beskrevs av M. Hering 1927.  Phyllonorycter spartocytisi ingår i släktet guldmalar, och familjen styltmalar.
Artens utbredningsområde är Spanien. Inga underarter finns listade i Catalogue of Life.